# 宮﨑大輔
宮﨑 大輔（みやざき だいすけ、1981年6月6日 - ）は、日本のハンドボール選手。大分県大分市出身。日本体育大学卒業。大阪経済大学人間科学部客員教授。メディア活動においてはベンヌ所属。

## 経歴
大分県大分市出身。大分市立明野北小学校3年の頃から元自衛官の姉の影響でハンドボールを始める。大分市立明野中学校を経てハンドボールの名門、大分電波高等学校に進み、高校では末松誠と同期だった。高校2年時には全国高等学校総合体育大会ハンドボール競技大会（インターハイ）で得点王となり、高校3年時には全国高等学校ハンドボール選抜大会とインターハイで得点王となった。
高校卒業後はハンドボールの伝統校である日本体育大学に進学。大学2年時の全日本学生ハンドボール選手権大会（インカレ）ではチームを2年連続16回目の優勝に導き、自身は最優秀選手となった。2001年から約2年間日本体育大学を休学し、日本ハンドボール協会からの派遣という形で、スペイン・リーガASOBALのグラノジェルスに練習生として留学。ポルトガルで開催された世界学生選手権では、ベストセブンと得点ランキング2位に輝いた。その後、日本体育大学に復学するも、大学4年時に大学を中退。
2003年は日本代表としてアテネオリンピックのアジア予選に参加。同年12月末に日本ハンドボールリーグの大崎電気へ加入。背番号は「21」。
2004-05年シーズンは最優秀殊勲賞、ベストセブン、最優秀選手賞、新人王に輝いた。第45回全日本実業団選手権では新人賞を獲得した。
2005年1月には世界選手権の日本代表に選ばれた。
2007年9月には北京オリンピックのアジア予選の日本代表に選出された が、この大会では「中東の笛」が問題となった。2008年1月30日に行われた北京オリンピックアジア予選再試合に出場し、同年5月30日から6月1日の世界最終予選に出場するも敗退した。同年の第49回全日本実業団選手権では最優秀選手に選ばれた。
2009年4月に大崎電気との3年契約終了により、大崎電気を退団。スペインリーグ1部のCBアルコベンダスの入団テストに合格し契約。8月にはチームに合流した。目標に掲げた100得点をクリアした。
2010年6月に大崎電気に復帰。背番号は「77」。同年7月の第51回全日本実業団選手権ではベストセブンを受賞した。
2014-15年シーズンから背番号を「7」へ変更。
2015年はリオデジャネイロオリンピック・アジア予選の日本代表に選出。
2015-16年シーズンから再び背番号を「77」へ変更した。
2016-17年シーズンから背番号を「7」へ変更。
2017年7月29日に行われた日韓ハンドボール定期戦において2年ぶりに代表に復帰。左サイドで先発出場し2得点を挙げた。
2017-18年シーズンは、2017年11月26日の琉球コラソン戦で通算915得点（フィールドゴール）を記録し、岩本真典（912得点）を抜いて歴代単独一位となった。
2019年3月12日、2018-19年シーズン限りで大崎電気を退団し、日本体育大学に3年生として再入学することを自身のブログで報告した。
2020年11月2日、当時交際していた深瀬菜月と口論となり、「彼女に暴行を加えた」という容疑で逮捕された。しかし深瀬が「暴行は受けていない」と述べ、被害届も出なかったことから、不起訴処分となった。2021年3月、再入学した日本体育大学を卒業。
2021年6月、プロバスケットボールBリーグのアースフレンズ東京Zが新設するハンドボールチーム（アースフレンズBM）の選手兼監督に就任。

## 人物
身長175cm 体重75kg。名字の「﨑」は、いわゆる「立つ崎」が正しい。
2005年に3歳年上の女性と結婚。2女の父である。2009年7月にハワイで結婚式を挙げ、同年に第28回ベスト・ファーザー賞（スポーツ部門）を受賞。2020年離婚。
2006年のTBS『スポーツマンNo.1決定戦』に初出場して総合No.1。2連覇を懸けて挑んだ2007年は総合4位となった。2008年には史上3人目となる2度目の総合No.1。2009年には2連覇した。番組の放送後にはハンドボールの観客が増加し、プレーオフの前売りチケットが史上初の完売を遂げた。

## 身体能力
垂直跳びは84cmを記録。
TBS『関口宏の東京フレンドパークII』に来園して挑戦したウォールクラッシュでは、CLEARゾーンより上の岩をタッチして支配人の関口宏を驚かせた。

### スポーツマンNo.1決定戦
第12回プロスポーツマン大会（2006年1月1日放送)
最終種目のSHOT-GUN-TOUCHで13m10cmを成功させ、日体大の先輩である池谷直樹に5P差で逆転の総合No.1となった。
第13回プロスポーツマン大会（2007年1月1日放送）
レッドジャージを着用しての参戦。BEACH FLAGSでは準決勝でアメフトの木下典明に敗れる。BURN OUT GUYSでは56秒89と1分を切るも、池谷の55秒26を超えられず暫定2位に留まり、世界新記録の54秒11を樹立した木下と池谷に次いで種目別3位。MONSTER BOXは18段。POWER FORCEでは1回戦で柏木真介、2回戦で永井大に勝利し準決勝進出を果たすも、準決勝で網野友雄に敗れた。25は1回戦敗退に終わるも、TAIL IMPOSSIBLEは最終レース進出で3位。暫定総合2位で迎えたSHOT-GUN-TOUCHでは自己記録を60cm下回る12m50cmで2回失敗し最終順位は4位で、アメリカのポール・アンソニー・テレックが総合No.1となった。
第14回プロスポーツマン大会（2008年1月1日放送）
BEACH FLAGSは決勝で池谷に勝利し初の種目別No.1。MONSTER BOXは中田大輔と三浦貴が持つプロスポーツマン記録に並ぶ20段をマークし、21段をマークした池谷に次いで種目別2位タイ。THE CELL準決勝進出、POWER FORCE決勝進出と各種目で安定した成績を残し、暫定総合2位の池谷に105Pの大差をつけ、2年ぶりの総合No.1に輝いた。
第15回プロスポーツマン大会（2009年1月3日放送）
イエロージャージにゴールドゼッケン、さらに大会覇者の証である金星を2つ付けて参戦。BEACH FLAGSでは、当種目の2004年プロ大会決勝で池谷を破った里見恒平に勝利し2大会連続の種目別No.1。THE GALLON THROWでは5m50cmまでノーミスでクリアし、6m00cmで高さはあったものの壁から離れすぎたことで壁の手前に樽が落ち失敗。MONSTER BOXでは右膝に爆弾を抱えた影響により、17段で2回失敗し、自己記録を4段下回る16段に終わる。POWER FORCEは1回戦で本田武史、2回戦で暫定総合2位のブライアン・クレイ、準決勝でラージャイ・デービスに勝利し2年連続の決勝進出を果たすも、決勝で秋山準に敗れた。前回3位のTAIL IMPOSSIBLEは第2レース敗退(8位)。SHOT-GUN-TOUCHでは、他の選手が苦しむ12m50cmを1発で成功し、最後は12m90cmを成功させ、史上初のプロ大会2連覇且つ前人未到の3度目のプロ大会総合No.1となった。
モンスターボックス公認記録会（2010年1月7日放送）
自己記録を1段下回る19段の記録を残した。
プロスポーツマン大会
| 大会   | 放送日       | 総合順位 |
| ------ | ------------ | -------- |
| 第12回 | 2006年1月1日 | No.1     |
| 第13回 | 2007年1月1日 | 4位      |
| 第14回 | 2008年1月1日 | No.1     |
| 第15回 | 2009年1月3日 | No.1     |

### SASUKE
大会別成績
| 大会   | ゼッケン | 記録  | 記録                 | 記録         |
| 大会   | ゼッケン | STAGE | 脱落エリア           | 備考         |
| ------ | -------- | ----- | -------------------- | ------------ |
| 第20回 | 1998     | 1st   | ハーフパイプアタック | 着地に失敗   |
| 第21回 | 97       | 3rd   | デビルステップス     | 9→10段目     |
| 第22回 | 99       | 1st   | ロープラダー         | タイムアップ |
| 第26回 | 88       | 1st   | ローリングエスカルゴ | 4回転目      |

通算成績
| 出場数 | 2nd進出 | 3rd進出 | FINAL進出 |
| ------ | ------- | ------- | --------- |
| 4回    | 1回     | 1回     | 0回       |

- 2023年 第41回大会終了時点

## 詳細情報

### 年度別選手成績
| 年      | チーム   | 試合 | フィールド 得点 | 率   | 7m  | 合計    | 警告 | 退場 | 失格 |
| ------- | -------- | ---- | --------------- | ---- | --- | ------- | ---- | ---- | ---- |
| 2007-08 | 大崎電気 | 15   | 75/145          | .517 | 0/0 | 75/145  | 0    | 0    | 0    |
| 2008-09 | 大崎電気 | 18   | 123/208         | .591 | 0/0 | 123/208 | 4    | 1    | 0    |
| 2010-11 | 大崎電気 | 14   | 86/143          | .601 | 0/0 | 86/143  | 3    | 2    | 0    |
| 2011-12 | 大崎電気 | 14   | 61/111          | .550 | 0/0 | 61/111  | 0    | 3    | 0    |
| 2012-13 | 大崎電気 | 15   | 63/114          | .553 | 0/0 | 63/114  | 0    | 3    | 0    |
| 2013-14 | 大崎電気 | 12   | 45/85           | .529 | 0/0 | 45/85   | 3    | 1    | 0    |
| 2014-15 | 大崎電気 | 14   | 46/82           | .561 | 0/0 | 46/82   | 1    | 0    | 0    |
| 2015-16 | 大崎電気 | 11   | 22/42           | .524 | 0/0 | 22/42   | 0    | 0    | 0    |
| 2016-17 | 大崎電気 | 15   | 27/43           | .628 | 0/0 | 27/43   | 0    | 0    | 0    |
| 2017-18 | 大崎電気 | 22   | 52/94           | .553 | 0/0 | 52/94   | 1    | 2    | 0    |
| 2018-19 | 大崎電気 | 21   | 41/76           | .539 | 0/0 | 41/76   | 1    | 0    | 0    |

- 各年度の太字はリーグ最高
- 2006-07年シーズン以前の成績はランニングスコアが公開されていないため省略

### 通算選手成績
| JHL：15年 | フィールド 得点 | 率   | 7m  | 合計     |
| --------- | --------------- | ---- | --- | -------- |
| JHL：15年 | 971/1791        | .542 | 4/7 | 975/1798 |

- 2018-19年シーズン終了時点
- 太字はリーグ最高

### 年度別監督成績

#### レギュラーシーズン
| 年       | リーグ                 | チーム           | 順位     | 試合 | 勝利 | 引分 | 敗戦 | 得点 | 失点 |
| -------- | ---------------------- | ---------------- | -------- | ---- | ---- | ---- | ---- | ---- | ---- |
| 2021-22  | チャレンジディビジョン | アースフレンズBM | 3位      | 9    | 7    | 1    | 1    | 250  | 214  |
| 2022-23  | JHL                    | アースフレンズBM | 11位     | 21   | 3    | 0    | 18   | 604  | 754  |
| JHL：1年 | JHL：1年               | JHL：1年         | JHL：1年 | 21   | 3    | 0    | 18   | 604  | 754  |

### タイトル・表彰

#### 日本ハンドボールリーグ
- 最高殊勲選手賞：1回 (2004年)
- 殊勲選手賞：3回 (2005年・2008年・2011年)
- 最優秀選手賞：2回 (2004年・2010年)
- 最優秀新人賞 (2004年)
- ベストセブン賞：6回 (2004年・2005年・2006年・2007年・2008年・2010年)
- フィールド得点賞：4回 (2005年・2008年・2010年・2011年)

#### 日本選手権
- 最優秀選手賞：1回 (2005年)

#### 社会人選手権
※前身の実業団選手権含む
- MVP：1回 (2008年)
- 最優秀新人賞 (2004年)
- ベストセブン：7回 (2004年・2005年・2006年・2007年・2008年・2010年・2012年)

### 記録
- 通算400得点：2008年1月20日、対トヨタ自動車戦（ブラザー工業体育館）[20]
- 通算500得点：2008年11月29日、対北陸電力戦（和光市総合体育館）[21]
- 通算600得点：2010年12月11日、対豊田合成戦（岩手県営体育館）[22]
- 通算700得点：2012年9月23日、対琉球コラソン（佐世保市体育文化館）[23]
- 通算800得点：2014年11月15日、対北陸電力戦（和光市総合体育館）[24]
- 通算900得点：2017年10月21日、対トヨタ自動車東日本戦（清水総合運動場体育館）[25]

### 背番号
- 21 (2003年 - 2009年)
- 77 (2010年 - 2014年、2015年 - 2016年)
- 7 (2014年 - 2015年、2016年 - 2019年)

## 代表歴

### 日本代表
- オリンピック予選 (アテネ五輪アジア予選・北京五輪アジア予選/世界最終予選・ロンドン五輪アジア予選/世界最終予選・リオデジャネイロ五輪アジア予選)
- 世界選手権 (2005年・2011年・2019年)
- アジア選手権 (2002年・2004年・2006年・2008年・2010年・2018年)
- アジア競技大会 (2002年・2006年・2010年・2014年)
- 東アジア競技大会 (2001年)
- ジャパンカップ (2001年・2003年・2006年・2008年・2010年)
- ヒロシマ国際大会 (2005年・2010年・2014年)
- 日韓定期戦 (2008年・2011年・2017年)
- アジアナショナルサーキット (2001年)
- ハンドボール・スーパーチャレンジ (2002年)
- インターナショナルマッチ (2018年)

### 日本代表U-24
- 世界学生選手権 (2000年)

### 日本代表U-21
- ジュニアアジア選手権 (2000年)

## 関連情報

### テレビ番組
NHK
- トップランナー（第404回・2008年5月19日）

日本テレビ
- 24時間テレビ
- 行列のできる法律相談所
- 未来創造堂

TBS
- 最強の男は誰だ!壮絶筋肉バトル!!スポーツマンNo.1決定戦
- SASUKE
- サスケマニア
- オールスター感謝祭
- 関口宏の東京フレンドパークII

フジテレビ
- ジャンクSPORTS

- SMAP×SMAP
- VS嵐
- 森田一義アワー 笑っていいとも!
- めざましテレビ
- Run for money 逃走中
- おじゃMAP!!

テレビ朝日
- 徹子の部屋

### 著書
- FLY HIGH! −宮崎大輔 もっと高く− (スポーツイベント、2006年)
- ALL ABOUT 宮崎大輔 (双葉社、2008年)

### 映像作品
- DAISUKE 〜ハンドボールメジャー化宣言序章〜 (2008年3月19日、DVD)

### 映画出演
- ＃ハンド全力（2020年7月31日公開、イオンエンターテイメント・ラビットハウス・エレファントハウス） - 本人役[26]